# Hoạt động của CIA ở Iran
Đã có nhiều tuyên bố về việc Cơ quan Tình báo Trung ương Mỹ (CIA) nhiều lần can thiệp vào công việc nội bộ của Cộng hòa Hồi giáo Iran (Ba Tư) kể từ cuộc đảo chính Mosaddeq năm 1953 đến nay. CIA đã hợp tác với vị Shah cuối cùng, Mohammad Reza Pahlavi, để lật đổ Thủ tướng Mohammed Mossadeq và sắp đặt Tướng Fazlollah Zahedi thay thế. Cuộc khủng hoảng con tin năm 1979 tại Đại sứ quán Mỹ ở Tehran, kéo dài 444 ngày cho đến ngày 21 tháng 1 năm 1981, bắt nguồn từ các vấn đề trong quá khứ của CIA ở Iran, cũng như sự can dự và hợp tác giữa hai nước. Có sự tham gia của các nhân viên CIA trong vụ việc Iran-Contra vào giữa những năm 1980 liên quan đến tam giác buôn bán vũ khí và buôn lậu vũ khí giữa quân đội Hoa Kỳ, Iran và các nhóm Contra cánh hữu tiến hành một cuộc nội chiến ở Nicaragua. Gần đây hơn vào năm 2007–08, CIA tuyên bố đang hỗ trợ nhóm khủng bố người Sunni Jundallah chống lại Iran, nhưng những tuyên bố này đã bị bác bỏ bởi một cuộc điều tra sau đó. Nhiều người tin rằng CIA đã trực tiếp tham gia vào cuộc đảo chính Mosaddeq như các tài liệu giải mật từ năm 2011 đã được tiết lộ. Các tài liệu được giải mật nêu rõ mục tiêu của CIA là thay thế chính phủ Iran vào đầu những năm 1950 bằng một "chính phủ thân phương Tây dưới sự lãnh đạo của Shah." Mỹ và Iran đã duy trì mối quan hệ căng thẳng trong một thời gian dài khi những tuyên bố về sự tham gia của CIA liên tục xuất hiện. Những tuyên bố này bao gồm việc các quan chức Hoa Kỳ đã thực hiện các hành vi bạo lực và hãm hiếp đối với người dân địa phương phía đông. Tuy nhiên, những lời buộc tội này không bao giờ được đưa ra công lý mặc dù Hoa Kỳ đã xác nhận các hành vi này. Đáp lại yêu cầu của Đạo luật Tự do Thông tin (FOIA) vào năm 2013, CIA đã xác nhận vai trò của mình trong cuộc đảo chính khi nhiều tài liệu nêu rõ sự tham gia của họ đã được công bố cho công chúng, hầu hết trước đây đều không được biết đến. Sau khi các bằng chứng được công bố, nhiều cuộc biểu tình bạo lực và đình công đã diễn ra. Cuối cùng, Hoa Kỳ hứa sẽ không can thiệp vào công việc nội bộ của Iran. Cuộc đảo chính của chính phủ Hoa Kỳ đã bị phát hiện khi Hoa Kỳ đang cung cấp các dịch vụ cho cả Iran và Iraq.